# Dabendorf (Zossen)
Dabendorf ist ein Gemeindeteil der Stadt Zossen im Landkreis Teltow-Fläming (Brandenburg). Es war bis 1974 eine selbständige Gemeinde, bevor es zunächst als Ortsteil nach Zossen eingemeindet wurde. Seit 2003 ist Dabendorf lediglich noch ein Gemeindeteil des Ortsteils Zossen. Der Ort gehörte im Mittelalter zur Herrschaft Zossen.

## Geographische Lage

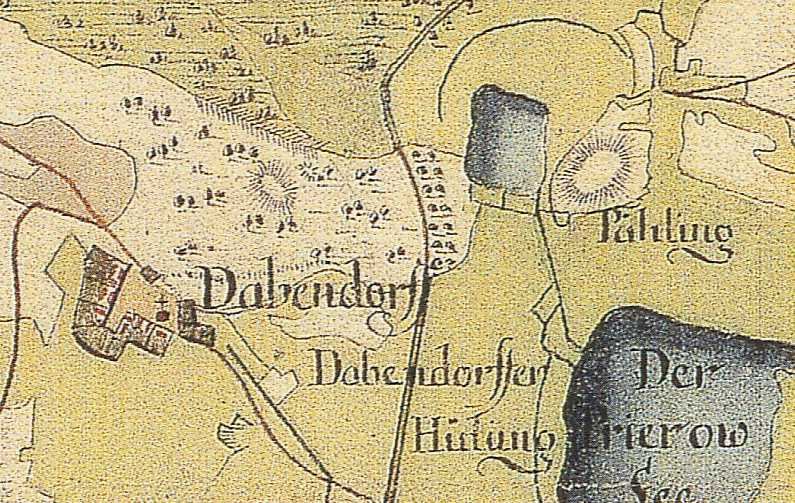
Dabendorf auf der Schmettau’schen Karte von 1767–87

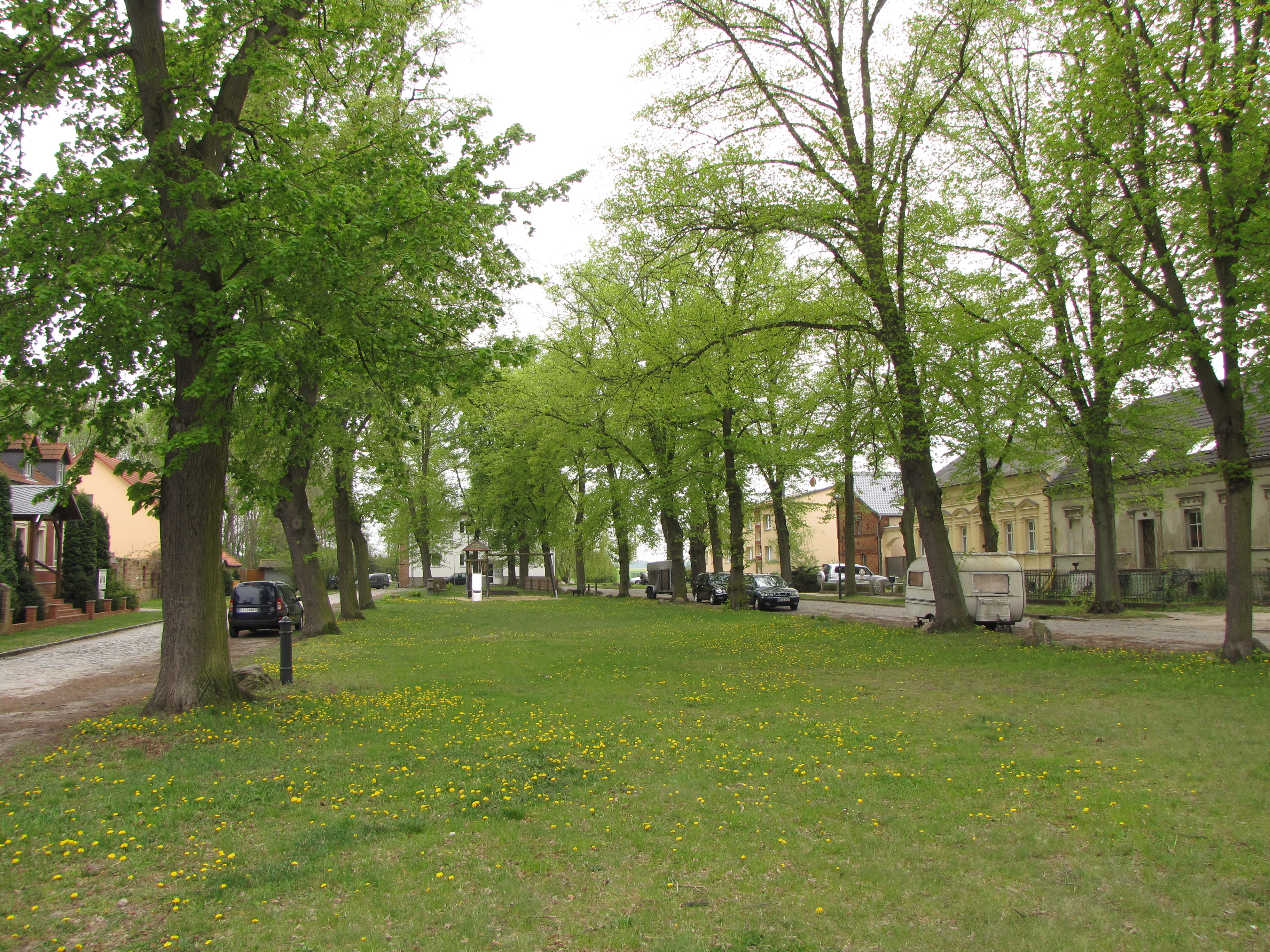
Dorfaue, Blick nach Südsüdwest

Der alte Kern von Dabendorf liegt knapp drei Kilometer Luftlinie nordnordwestlich vom Zentrum der Stadt Zossen. Dabendorf hat sich von diesem alten Kern nach Norden und nach Osten über die B 96 hinaus ausgedehnt und geht heute nahezu ohne Bebauungslücke in die Stadt Zossen über. In Dabendorf zweigt die K 7234 nach Glienick ab. 300 m südöstlich des alten Kerns liegt der Haltepunkt Dabendorf. Dabendorf grenzt im Norden an Groß Machnow (Gem. Rangsdorf), im Osten an Telz (Stadt Mittenwalde), im Südosten an den alten Stadtkern von Zossen und im Südwesten an Nächst Neuendorf (Ortsteil der Stadt Zossen). Zur Gemarkung gehören auch Pfählingsee und Prierowsee.

## Geschichte
Dabendorf wird 1492 als „Daberndorff“ erstmals urkundlich genannt. Es gehörte damals zur Herrschaft Zossen, die nur kurz zuvor von Georg v. Stein an den brandenburgischen Kurfürsten Johann Cicero verkauft worden war. Die Herkunft des Namens ist aufgrund der späten urkundlichen Erwähnung nicht sicher zu deuten. Gerhard Schlimpert erwägt einen slawisch-deutschen Mischnamen, von einem slawischen Personennamen Dobra/Dobr, Koseform von Dobrogost. Da nur ein einziger Beleg mit -r- vorliegt, ist auch eine Herleitung von einem slaw. Personennamen Doba möglich. Auch ein rein deutscher Name, etwa eine Koseform Dabo, von Dagobert ist nicht völlig auszuschließen. Auf der Gemarkung Dabendorf ist der Flurname der Dohn überliefert. Die mundartliche Form des Ortsnamens lautet Dondorp; es ist daher möglich, dass dieser Flurname die ursprüngliche Siedelstelle bezeichnet. Eine weitere Deutung gibt Jannermann. Er führt aus, dass der slawische Name der Eiche in zwei Formen auftritt, als damb oder dub. Nach dieser Deutung wäre Dabendorf als Eichendorf zu interpretieren.
Die Dorfform war ursprünglich ein Runddorf oder Sackgassendorf. Nördlich des Dorfes existiert eine Flur „Die Wuckrow“. Auch dieser Name könnte ein Hinweis auf eine ältere slawische Siedlung sein. Nach Schich könnte Wuckrow/Wukro von slaw. ogord = Garten abgeleitet sein. Runddörfer oder Rundlinge wurden vor allem im 12./13. Jahrhundert im Durchdringungsbereich von slawischen und deutschen Siedlern als Plansiedlung angelegt.
Die Gemarkung umfasste 10 Hufen, die von neun Bauern bewirtschaftet wurden, der Lehnschulze bewirtschaftete zwei Hufen, die übrigen Bauern je eine Hufe. Die Hufen maßen etwa 9 ha. 1583 waren außerdem zwei Kossäten ansässig, eine Kossätenstelle war erst 1576 neu eingerichtet worden.
Aus dem Jahr 1655 ist bekannt, dass der Ort Fischereirechte besaß, vermutlich im nahegelegenen  Pfählingsee. 1745 wird erstmals ein Krug erwähnt, außerdem ein Forsthaus außerhalb des Dorfes. Das Schulzengut mit zwei Hufen war im Besitz des Geheimen Justizrates von Rodenberg. 1755 war das Schulzengut in den Besitz der Gräfin Posadowsky (Adelsgeschlecht)von Posadowski übergegangen, die auch im Dorf wohnte. Der Nachtwächter war zugleich auch Schulmeister im Dorf. 1801 wurden 17 Feuerstellen im Dorf gezählt. Für 1840 werden 19 Wohnhäuser angegeben. Östlich des Dorfes war an der neuen „Chaussee“ von Berlin nach Zossen, die heutige B 96, ein Chausseehaus entstanden, in dem ein Chausseewärter wohnte, der das Chausseegeld erhob. Im Urmesstischblatt von 1869 ist südöstlich des Dorfes ein Fasanengarten verzeichnet. 1900 wurden bereits 39 Häuser gezählt, bis 1931 waren es insgesamt bereits 173 Wohnhäuser. Vor allem der Bau des Bahnhofs 1899 beschleunigte die Entwicklung Dabendorfs.
Im Zuge der Bodenreform nach 1945 wurden 63 ha enteignet und aufgeteilt. 1960 wurde eine Landwirtschaftliche Produktionsgenossenschaft (LPG) gegründet, die 1961 mit 13 Mitgliedern 71 ha Nutzfläche bewirtschaftete. Außerdem gab es ein Agrochemisches Zentrum (ACZ).
Zum 1. Januar 1974 wurde Dabendorf nach Zossen eingemeindet und erhielt den Status eines Ortsteils. Im Zuge der Gemeindereform von 2003 verlor Dabendorf seinen Ortsteilstatus und ist heute „nur“ noch Gemeindeteil des Ortsteils Zossen innerhalb der Stadt Zossen.
Bevölkerungsentwicklung von 1583 bis 1971 (aus Hist. Ortslexikon)
| Jahr | Einwohner                            |
| ---- | ------------------------------------ |
| 1583 | ca. 50 bis 60 (9 Bauern, 2 Kossäten) |
| 1734 | 94                                   |
| 1772 | 108                                  |
| 1801 | 106                                  |
| 1817 | 111                                  |
| 1840 | 143                                  |
| 1858 | 189                                  |
| 1895 | 271                                  |
| 1925 | 1049                                 |
| 1939 | 1791                                 |
| 1946 | 2284                                 |
| 1964 | 1844                                 |
| 1971 | 1820                                 |

## Wirtschaft und Infrastruktur

### Gewerbe
Im Jahre 1939 verlegte die Lorenz AG einige Betriebsbereiche nach Dabendorf. 1945 wurde der Betrieb enteignet und in einen Volkseigenen Betrieb umgewandelt. 1956 hatte der VEB Funkwerk Dabendorf  (siehe Rundfunk- und Fernmelde-Technik) 583 Beschäftigte. Anfang der 1970er wurde er an den VEB Funkwerk Köpenick, als Betriebsteil Dabendorf angegliedert. Der Betrieb wurde nach der Wende privatisiert. Die Funkwerk Dabendorf GmbH war bis zum Oktober 2012 ein Unternehmen der Funkwerk AG. Seitdem gehört sie unter dem Namen novero dabendorf zu Novero.

### Verkehr
Der Haltepunkt Dabendorf liegt an der Bahnstrecke Berlin–Dresden. Dort halten die Züge der Regionalbahnlinie RB 24, betrieben durch die DB Regio AG, und der Regional-Express-Linie RE 8, betrieben durch die Ostdeutsche Eisenbahn (ODEG).

## Die Wlassow-Armee
Nach seiner Gefangennahme 1942 wechselte General Andrei Andrejewitsch Wlassow in die Opposition zu Stalin. Er baute die Russische Befreiungsarmee – Russkaja Oswoboditelnaja Armija, ROA, auch Wlassow-Armee genannt – auf und kämpfte an der Seite des Deutschen Reiches gegen die Sowjetunion. Das Schulungszentrum für die Führungskader, die dort Deutsch lernten, befand sich in Dabendorf.

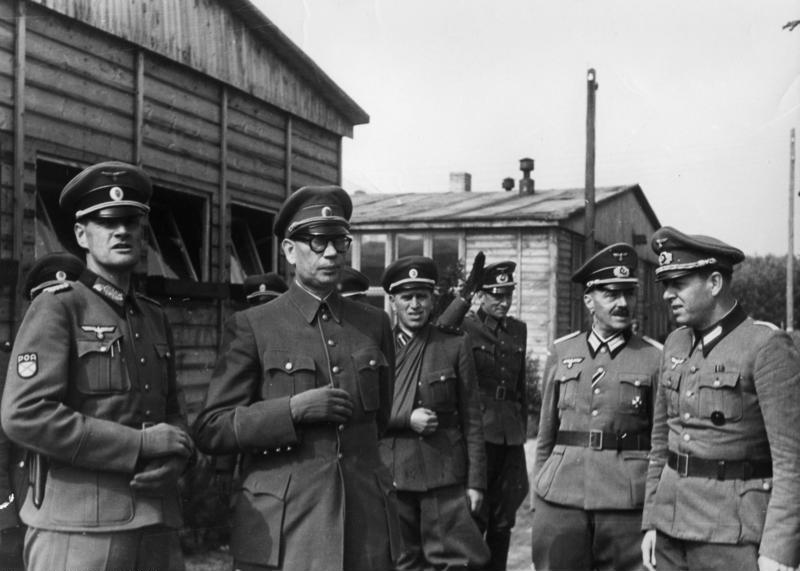
General Wlassow in Dabendorf (aus dem Bundesarchiv)

## Denkmale

### Baudenkmale
siehe Liste der Baudenkmale in Zossen

### Bodendenkmale
Die Denkmalliste des Landkreises Teltow-Fläming verzeichnet auf der früheren Gemarkung von Dabendorf neun Bodendenkmale:
- den Dorfkern (Mittelalter und Neuzeit)
- Rast- und Werkplatz der Steinzeit
- Rast- und Werkplatz aus dem Paläolithikum, Rast- und Werkplatz aus dem Mesolithikum, eine Siedlung des deutschen Mittelalters, eine Siedlung der Urgeschichte
- Gräberfeld Bronzezeit 130708
- Siedlung Steinzeit, Siedlung slawisches Mittelalter, Siedlung Bronzezeit
- Siedlung Ur- und Frühgeschichte
- Gräberfeld Ur- und Frühgeschichte
- Siedlung Bronzezeit, Siedlung Urgeschichte
- Rast- und Werkplatz Steinzeit

### Naturdenkmale
In der Liste der Naturdenkmale ist eine Gruppe von Eichen verzeichnet, die 0,6 km nordwestlich des Bahnhofs steht (Kreuzung Triftstr./Rangsdorfer Str., vor der Schule). Die Aufnahme erfolgte wegen ihrer Schönheit und ihrer Eigenart sowie wegen ihres Alters und ihrer Größe.

## Vereine
Unter den zahlreichen Dabendorfer Vereinen ist vor allem der Dabendorfer Karnevalsclub (DKC) erwähnswert, der bereits 1971 gegründet worden ist.

## Mit Dabendorf verbundene Persönlichkeiten
- Jürgen Melzer (* 1941), Maler und Grafiker, lebt seit 2018 in Dabendorf